# The Jordan Times
The Jordan Times es un periódico inglés con base en Amán, Jordania.

## Historia y perfil
The Jordan Times fue fundado en 1976 y es de propiedad de la Fundación de Prensa de Jordania (Jordan Press Foundation), la que también publica el diario Al Ra'i en lengua árabe.
La Fundación de Prensa de Jordania ha sido mayoritariamente de propiedad del gobierno desde su creación, pero no está clara la actual participación del gobierno desde que se anunció un plan para vender parte de sus acciones el 2000. The Jordan TImes mantiene independencia editorial de su diario hermano Al Rai.
El sitio web del periódico fue el 31.º sitio más visitado en el mundo árabe el 2013.

## Contenido
El diario incluye dos secciones principales:
- Noticias: cubre noticias locales, regionales, y mundiales, así como secciones de negocios y deportes
- Opiniones: incluye secciones de opinión, variedades, y del tiempo.

## Periodistas
Algunos periodistas destacados que han trabajado para The Jordan Times son:
- Rami George Khouri, periodista y comentarista sobre el Oriente Medio. Fue jefe de redacción.
- Jill Carroll, periodista de The Christian Science Monitor, secuestrado en Irak. Fue reportero del The Jordan Times.
- Marwan Muasher, anterior Ministro de Información de Jordania. Fue jefe de redacción.[3]
- George Hawatmeh, fundador del Instituto de Medios de Comunicación Árabe. Fue jefe de redacción.[3]

Desde la década de 1980 hasta el 2011 el periodista veterano Randa Habib publicó una columna semanal en el The Jordan Times la cual fue suspendida por la administración del periódico. Jennifer Hamarneh trabajó en el periódico como jefe de redacción.